# Iglesia de Jesús Nazareno (Ciudad de México)

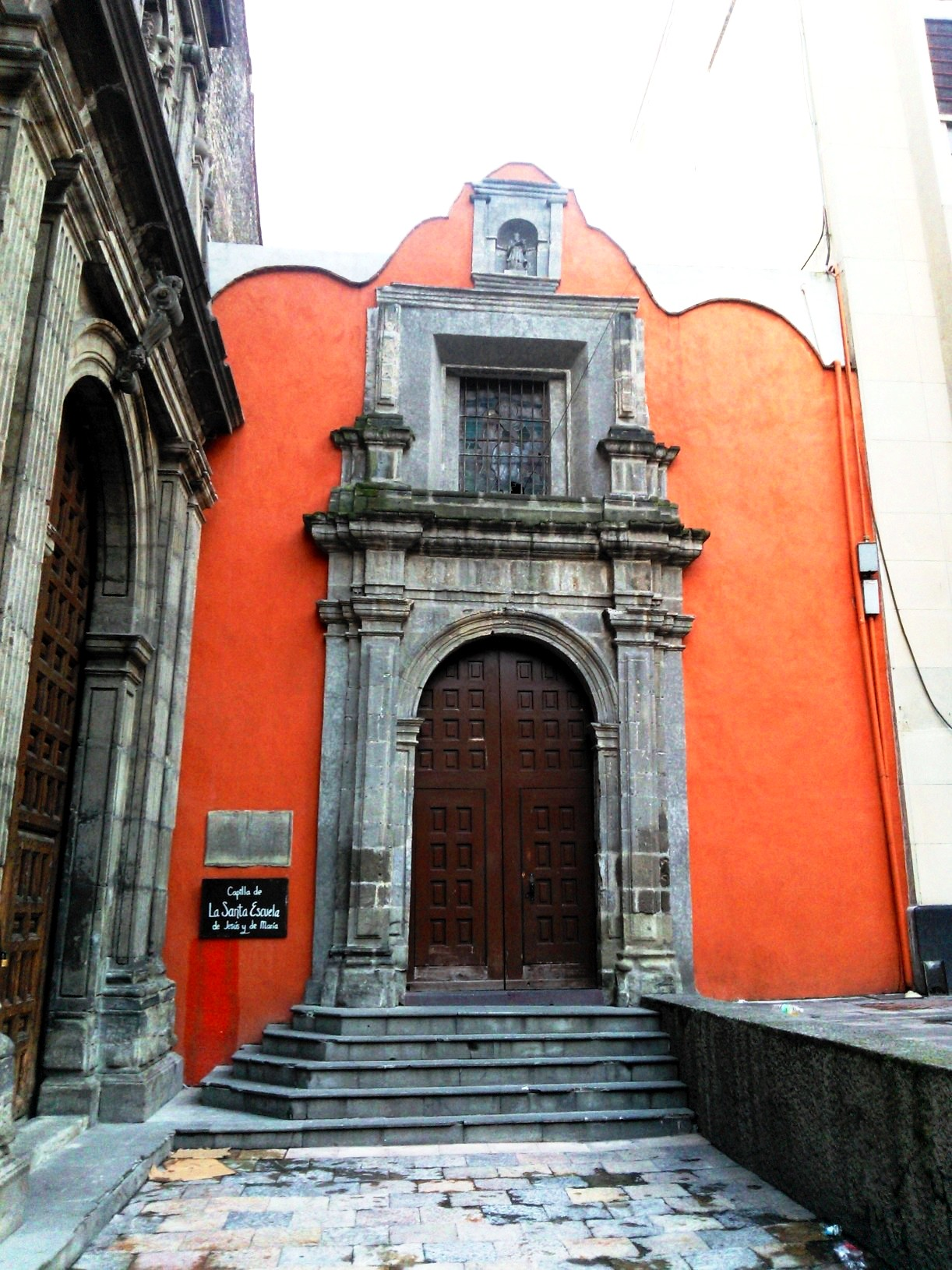
La capilla de la Santa Escuela

La Iglesia de Jesús Nazareno es un templo católico ubicado en el Centro Histórico de la Ciudad de México, en la alcaldía Cuauhtémoc y fue construido en los siglos XVII y XVIII, con modificaciones en el siglo XIX. Está anexo al hospital del mismo nombre y se caracteriza por albergar el mural apocalipsis de José Clemente Orozco,  los restos de Hernán Cortés y la  portada de la primera Catedral de México  la cual data de finales del siglo XVI y es uno de los pocos elementos constructivos de ese siglo que se conservan en el centro histórico de la ciudad. El templo fue declarado monumento histórico el 29 de agosto de 1932.

## Historia
Alrededor de 1524, Hernán Cortés fundó un hospital bajo la advocación de la Purísima Concepción, el espacio escogido fue un paraje llamado Huitzilac (Lugar de Colibríes en Náhuatl) junto a la calzada de Iztapalapa; donde según la tradición brotó la fuente de agua que inundó la ciudad de Tenochtitlan cuando el rey Ahuizotl trató de traerla de Coyoacán por medio de un acueducto. Existe la idea de que en ese punto tuvo lugar el primer encuentro entre Cortés y Moctezuma Xocoyotzin.
La primera etapa de construcción fue realizada por el alarife Pedro Vázquez, y en el proyecto se planeó la construcción de una iglesia adyacente, la cual fue comenzada hacia 1601 por Alonso Pérez de Castañeda para 1602, los cubos de las torres y los muros de la nave hasta el arco de la capilla mayor estaban concluidos, sin embargo la obra fue detenida y permaneció inconclusa hasta 1662, año en el bachiller Antonio de Calderón Benavides fue nombrado capellán de la iglesia y decidió concluir el templo, el cual en 1665 recibió por sorteo la imagen de Jesús Nazareno, la cual fue donada y que ha sido motivo de leyendas las cuales atribuyen esta donación a la indígena Petronila Gerónima o al legendario Don Juan Manuel de Sotomayor o Solórzano. Mientras tanto el hospital utilizaba para su servicio una pequeña capilla conocida como la Santa Escuela, la cual se conserva al costado poniente del templo. La bóveda fue construida en 1684, para sustituir el alfarje con el que estaba techada la iglesia y finalmente el templo fue dedicado el 8 de diciembre de 1688.
La torre fue concluida en 1704 y es obra de los arquitectos Diego Martín y Manuel Joseph de Herrera. En 1712 una serie de sismos dañaron la bóveda, la cual fue reparada por el arquitecto Pedro de Arrieta en 1720 y de nueva cuenta de 1727 a 1728.
El altar principal de estilo barroco fue sustituido por uno neoclásico en 1792, el cual a su vez fue desmantelado en 1939.
La fachada lateral de inspiración renacentista que da a la plaza de Jesús, fue construida a mediados del siglo XIX por el arquitecto italiano José Besozzi.

## Patrimonio

### La portada de la catedral de México

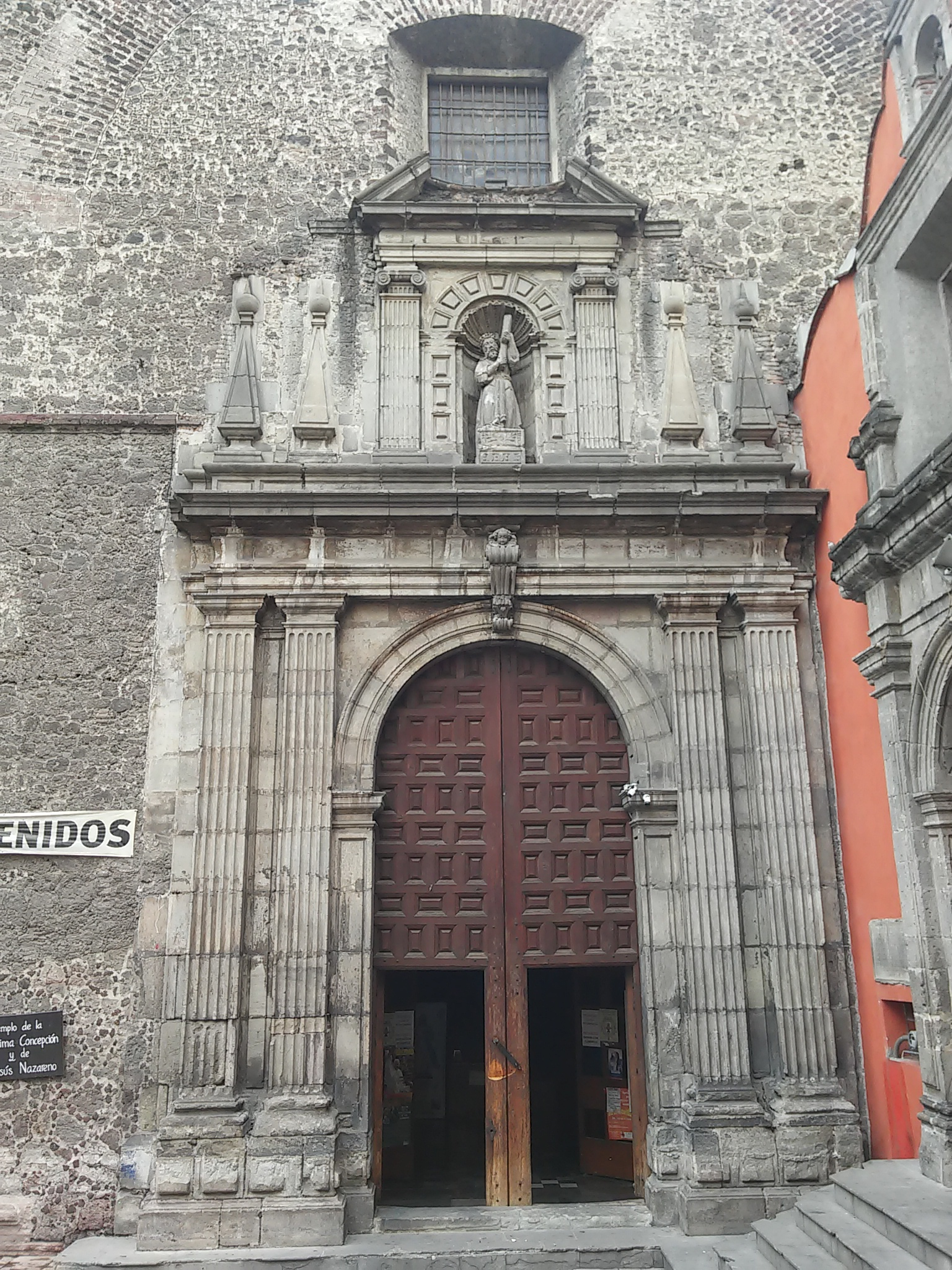
Portada renacentista del que perteneció a la primitiva catedral de la Ciudad de México

Tres años después de concluida la conquista, Hernán Cortés mandó construir una iglesia  aprovechando material de los templos aztecas. Esta iglesia se ubicaba en el atrio de la actual catedral metropolitana de México y fue convertida en catedral por Carlos V y el papa Clemente VII según la bula del 9 de septiembre de 1534 y nombrada metropolitana por Paulo III en 1547. Hacia 1585 la iglesia estaba muy deteriorada y amenazaba con desplomarse, por lo que el arzobispo Pedro Moya de Contreras ordenó remozarla, proyecto que estuvo a cargo del arquitecto Claudio de Arciniega, quien diseñó la portada renacentista de la fachada principal, la cual fue elaborada por los canteros Martín Casillas y Hernán García de Villaverde.
En 1625 comenzó la demolición del edificio para construir la actual catedral y la portada principal fue trasladada a la iglesia de Santa Teresa la Antigua, donde permaneció hasta 1691, año en que el arquitecto Cristóbal de Medina fue encomendado para remodelar la fachada de dicha iglesia. Sin embargo, las autoridades decidieron conservar la antigua portada renacentista que había pertenecido a la Catedral, por lo que el arquitecto Juan Durán fue contratado para desmontar la portada piedra por piedra y montarla en la fachada de la iglesia del hospital de Jesús Nazareno. Sin embargo, la placa montada en la Capilla de la Santa Escuela, anexa y situada al costado occidental de la misma iglesia, marca la fachada de ésta como la original de la Catedral.

### La obra de José Clemente Orozco

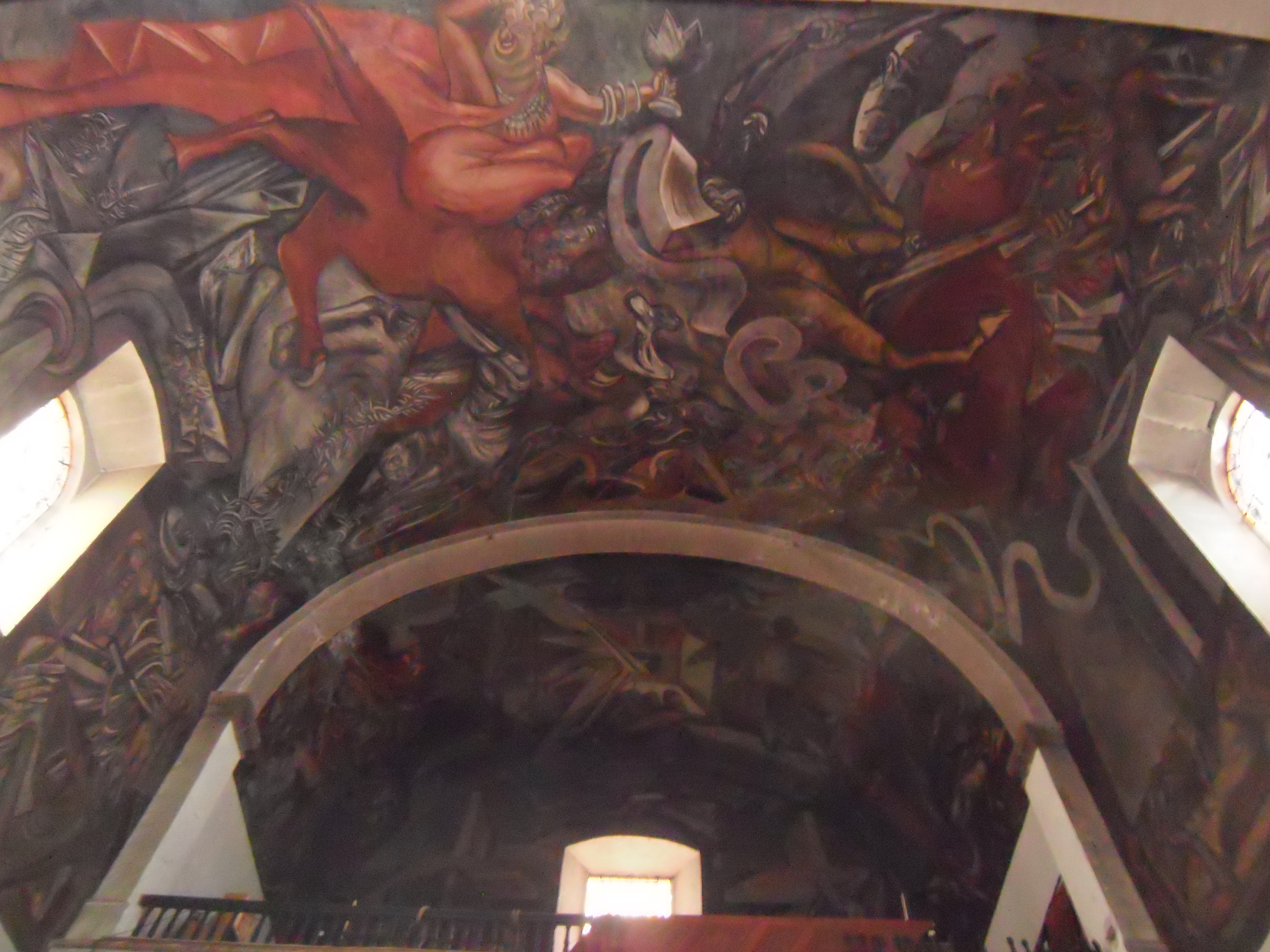
Apocalipsis

En el coro y parte de la nave conservan un mural realizado por José Clemente Orozco. El trabajo fue inspirado por el Apocalipsis y los horrores de la Segunda Guerra Mundial. Orozco trabajo en él desde 1942 hasta 1944 pero jamás lo terminó. El mural resultó dañado durante el terremoto de Puebla de 2017